# KEO
El satélite KEO es una cápsula del tiempo en un satélite propuesta en 2003 para los habitantes del futuro. Actualmente, el sitio web de KEO cita el 2019 como su lanzamiento, sin embargo, no se establece una fecha real y la información sobre su lanzamiento es vaga. Llevando mensajes de las personas, giraría alrededor de la Tierra a una distancia de 1400 km y caería en 50 000 años. 
Su nombre representa los tres sonidos más frecuentemente usados en común entre los idiomas más extensamente hablados, K, E y O.

## Los mensajes
Se invita a cada persona a que escriba un mensaje para los habitantes del futuro. Los  mensajes se pueden enviar a la web o por correo tradicional. Los organizadores animaron a todos que recolectaran mensajes de niños, de los adultos mayores y de los analfabetos para representar cada sector cultural y demográfico en la Tierra. El satélite tiene capacidad de llevar un mensaje de cuatro páginas para cada uno de los más de seis mil millones habitantes en el planeta. Una vez que se lance el satélite, los mensajes con los nombres personales quitados serán publicados libremente en la web.

## Otros contenidos
KEO también llevará un diamante el cual encerrará una gota de sangre humana y muestras de aire, agua de mar y suelo. El genoma humano del ADN será grabado en una de las caras. El satélite también llevará un reloj astronómico que demuestre los índices actuales de la rotación de varios pulsares; fotografías de la gente de todas las culturas; “la biblioteca de Alejandría contemporánea”, y un compendio enciclopédico del conocimiento humano actual.

## Aspectos técnicos
Los mensajes y la biblioteca serán codificados en DVD hechos de cristal, resistentes a las radiaciones, con instrucciones simbólicas que mostrarán a los exploradores del futuro cómo construir un lector de DVD, que probablemente no existirán dentro de 50.000 años.
El satélite consta de una esfera hueca de 80 cm de diámetro. La esfera tiene grabado un mapa de la Tierra y está cubierta por una capa de aluminio, una capa térmica y varias capas de titanio y otros materiales pesados intercalados con vacío. La esfera es resistente a la radiación cósmica, la reentrada a la atmósfera, la basura espacial, etcétera. 
Cuando el satélite entre en la atmósfera terrestre, la capa térmica producirá una aurora artificial para dar una señal de la reentrada del satélite. El satélite pasivo no llevará sistemas de comunicaciones o de propulsión. Será lanzado mediante Ariane 5 hacia una órbita de 1800 km de altura; está órbita decaerá en unos 500 siglos, la misma cantidad de tiempo que ha transcurrido desde que los primeros seres humanos comenzaron a dibujar en las paredes de las cavernas.

## Historia del proyecto
El proyecto KEO fue concebido en 1994 por el artista y científico francés Jean-Marc Philippe, pionero del arte espacial. Los mensajes comenzaron a ser recogidos con una fecha inicial del lanzamiento fijada para el 2001. La demostración de la viabilidad técnica y otros retrasos movieron la fecha del lanzamiento para 2012/2013, esperando la terminación exitosa del cohete Ariane 5, aunque finalmente dicha fecha también fue pospuesta. Actualmente no hay fecha definida para el lanzamiento del satélite.

## Proyectos similares
Varias naves espaciales anteriores han incluido cápsulas del tiempo para seres humanos (o extraterrestres) en el futuro lejano. El satélite LAGEOS (que volverá a entrar la atmósfera en 8.4 millones de años) contiene una placa que demuestra la configuración de los continentes de la Tierra en el pasado, presente, y futuro. Las sondas espaciales Pioneer 10 y Pioneer 11 contienen placas con información ilustrada sobre su época y lugar del origen. 
Posiblemente, las más famosas sean las Voyager, dos sondas espaciales enviadas al espacio, las cuales contienen sendos discos de oro, y que llevan en su interior imágenes y sonidos de la Tierra, junto con las direcciones simbólicas para encontrar el registro y los datos que detallan la localización de la Tierra.

## Cultura popular
- En el tercer episodio de la segunda temporada de la serie La Tierra sin humanos se menciona a KEO como una de las últimas cápsulas del tiempo en el universo.